# Ээт
Ээ́т (др.-греч. Αἰήτης, устар. Айэт) — в древнегреческой мифологии царь Колхиды, сын бога солнца Гелиоса и Персеиды (Персы) (либо Гелиоса и Антиопы), брат Пасифаи и Кирки.
По Евмелу, был царем Эфиры и, уходя в страну колхов, передал власть Буносу.
По Эпимениду, коринфянин, сын Эфиры. Жена Идия (либо Еврилита). Дети Медея и Халкиопа, а также Апсирт.
Для него бог огня Гефест выковал упряжку железных быков. В наиболее распространённой версии, Ээт дал явившемуся с аргонавтами в Колхидское царство за золотым руном сыну царя Иолка Пелия Ясону задание запрячь этих быков и вспахать землю, что тот выполнил с помощью дочери самого Ээта волшебницы Медеи.
Согласно Диодору, убит в сражении аргонавтом Мелеагром. По версии, нагнал аргонавтов в земле скифов.
В некоторых вариантах мифа гибель Ээта связывается с захватом власти в Колхиде его братом Персом, царём Тавриды. В таком случае власть возвращает его сын Медей.
Согласно Страбону, имя Ээт часто встречается среди жителей Колхиды, а около Фасиса показывали город Эю. Мимнерм помещает жилище Ээта в океане на востоке, за пределами обитаемого мира.